# بیگ‌بند (ویرجینیای غربی)
بیگ‌بند (به انگلیسی: Bigbend) یک منطقهٔ مسکونی در ایالات متحده آمریکا است که در شهرستان کلهون، ویرجینیای غربی واقع شده‌است.